# فيتوريو بينوسي
فيتوريو بينوسي (بالإيطالية: Vittorio Benussi) (17 يناير 1878 - 24 نوفمبر 1927) كان عالمًا نفسيًا نمساويًا إيطاليًا.

## حياته ومسيرته المهنية
كان فيتوريو بينوسي عالمًا نفسيًا نمساويًا إيطاليًا ولد في 17 يناير 1878 في ترييستي. يصفه أنتونيلي بأنه شخصية غير معروفة ولكنها مهمة عاشت «حياة غنية لكنها مأساوية». في سن 18، انتقل بينوسي إلى إيطاليا حيث كسب المال من خلال العمل في مكتبة مدرسة غراتس لنظرية الجشطالت. بعد فترة وجيزة، أصبح بينوسي مساعدًا في مختبر ألكسيوس مينونج وقرر إجراء أبحاثه النفسية الخاصة. درس جنبًا إلى جنب مع مينونج حيث تم تقديمه إلى نظرية الأشياء، وهي تطور حاسم تجاه نظرية الجشطالت. تم تقديم بينوسي أيضًا إلى نظرية علم النفس الوصفي لعالم النفس الشهير فرانز برنتانو خلال فترة وجوده في غراتس. النظرية هي أن العلاج بالقبول والالتزام يركز على كيفية عمل العقل على عكس ما يتكون منه. كما يلاحظ إدوين بورينغ، «عندما يرى المرء لونًا، فإن اللون نفسه ليس ذهنيًا. إنما الرؤية، الفعل، هو الذهني». :360 ويمكن القول إن معروف لكونه مؤسس حركة الجشطالت الإيطالية، فضلا عن أبحاثه حول الحكم الذاتي العاطفي.
أجرى بينوسي في عمله العديد من الدراسات حول الأوهام البصرية، والإدراك البصري واللمسي، والإدراك المكاني، بالإضافة إلى إدراك الوقت. كما طور أحد أول اختبارات كشف الكذب. يُنسب إلى بينوسي أيضًا الفضل في الدراسة المكثفة للظواهر العقلية اللاواعية بما في ذلك الأحلام، وتأثير الجسم على عواطف العقل، بالإضافة إلى التحليل العقلي والتنويم المغناطيسي 
قام بينوسي باكتشافات نظرية في مجال التحليل النفسي قابلة للتكيف مع الاختبارات التجريبية. اخترع بينوسي قاعدة سونو، وهي حالة منومة تعني «النوم الأساسي». اكتشف بينوسي أنه أثناء التنويم المغناطيسي، يمكنه تقديم اقتراحات وإصدار تعليمات مختلفة حول ما يريد أن يركز عليه الشخص عندما تستيقظ. كان عمل بينوسي متقاطعًا بما يكفي لتعميمه على مجالات علوم الأعصاب المعاصرة، وعلم الأحياء، والتداوليات، وكذلك علم الظواهر والتفاعلية. أصبح مواطنًا إيطاليًا بعد الحرب العالمية الأولى، ولسوء الحظ فقد منصبه كأمين مكتبة في غراتس بعد أن أعلنت إيطاليا ترييستي منطقة جديدة. أُجبر بينوسي على الانتقال من جراتس إلى بادوفا. بدأ حياة جديدة هناك وتم تعيينه أستاذاً في جامعتهم.

## الوفاة
على الرغم من نجاحاته، أصيب بنوسي باكتئاب خطير وانتحر بشرب السيانيد في عام 1927 عن عمر يناهز التاسعة والأربعين. ادعى أنه مات بنفس الطريقة في حلم كان قد رآه قبل سنوات.